# Velika nagrada Italije 1950
Velika nagrada Italije 1950 je bila sedma in zadnja dirka Svetovnega prvenstva Formule 1 v sezoni 1950. Odvijala se je 3. septembra 1950.

## Prijavljeni
| Št | Dirkač               | Moštvo                    | Konstruktor        | Šasija                  | Motor               | Gume |
| -- | -------------------- | ------------------------- | ------------------ | ----------------------- | ------------------- | ---- |
| 2  | Johnny Claes         | Ecurie Belge              | Talbot-Lago-Talbot | Talbot-Lago T26C        | Talbot T26C L6 4.5  | D    |
| 4  | Franco Rol           | Officine Alfieri Maserati | Maserati           | Maserati 4CLT-48        | Maserati 4CLT L4C   | P    |
| 6  | Louis Chiron         | Officine Alfieri Maserati | Maserati           | Maserati 4CLT-48        | Maserati 4CLT L4C   | P    |
| 8  | Peter Whitehead      | Privatnik                 | Ferrari            | Ferrari 125             | Ferrari 125/F1 V12C | D    |
| 10 | Giuseppe Farina      | SA Alfa Romeo             | Alfa Romeo         | Alfa Romeo 158          | Alfa Romeo 158 L8C  | P    |
| 12 | Raymond Sommer       | Privatnik                 | Talbot-Lago-Talbot | Talbot-Lago T26C        | Talbot T26C L6 4.5  | D    |
| 14 | Giovanni Bracco      | Scuderia Ferrari          | Ferrari            | Ferrari 375             | Ferrari 375/F1 V12C | P    |
| 16 | Alberto Ascari       | Scuderia Ferrari          | Ferrari            | Ferrari 125             | Ferrari 125/F1 V12C | P    |
| 18 | Juan Manuel Fangio   | SA Alfa Romeo             | Alfa Romeo         | Alfa Romeo 158          | Alfa Romeo 158 L8C  | P    |
| 20 | Luigi De Filippis    | Privatnik                 | Maserati           | Maserati 4CLT-48        | Maserati 4CLT L4C   | P    |
| 22 | Clemente Biondetti   | Privatnik                 | Ferrari            | Ferrari 166S            | Jaguar XK 120       | ?    |
| 24 | Philippe Etancelin   | Privatnik                 | Talbot-Lago-Talbot | Talbot-Lago T26C        | Talbot T26C L6 4.5  | D    |
| 26 | Reg Parnell          | Scuderia Ambrosiana       | Maserati           | Maserati 4CLT-48        | Maserati 4CLT L4C   | D    |
| 28 | Paul Pietsch         | Privatnik                 | Maserati           | Maserati 4CLT-48        | Maserati 4CLT L4C   | P    |
| 30 | Princ Bira           | Enrico Platé              | Maserati           | Maserati 4CLT-48        | Maserati 4CLT L4C   | P    |
| 32 | Cuth Harrison        | Privatnik                 | ERA                | ERA B                   | ERA L6C             | D    |
| 34 | Philippe Etancelin   | Enrico Platé              | Talbot-Lago-Talbot | Talbot-Lago 700         | Talbot T26C L6 4.5  | D    |
| 36 | Luigi Fagioli        | SA Alfa Romeo             | Alfa Romeo         | Alfa Romeo 158          | Alfa Romeo 158 L8C  | P    |
| 38 | Toulo de Graffenried | Enrico Platé              | Maserati           | Maserati 4CLT-48        | Maserati 4CLT L4C   | P    |
| 40 | Guy Mairesse         | Privatnik                 | Talbot-Lago-Talbot | Talbot-Lago T26C        | Talbot T26C L6 4.5  | D    |
| 42 | Maurice Trintignant  | Equipe Gordini            | Simca-Gordini      | Simca-Gordini T15       | Simca-Gordini L4C   | E    |
| 44 | Robert Manzon        | Equipe Gordini            | Simca-Gordini      | Simca-Gordini T15       | Simca-Gordini L4C   | E    |
| 46 | Consalvo Sanesi      | SA Alfa Romeo             | Alfa Romeo         | Alfa Romeo 158          | Alfa Romeo 158 L8C  | P    |
| 48 | Dorino Serafini      | Scuderia Ferrari          | Ferrari            | Ferrari 375             | Ferrari 375/F1 V12C | P    |
| 50 | David Murray         | Scuderia Ambrosiana       | Maserati           | Maserati 4CLT-48        | Maserati 4CLT L4C   | D    |
| 52 | Reg Parnell          | Scuderia Milano           | Maserati           | Maserati Milano 4CLT-50 | Maserati 4CLT L4C   | P    |
| 56 | Pierre Levegh        | Privatnik                 | Talbot-Lago-Talbot | Talbot-Lago T26C        | Talbot T26C L6 4.5  | D    |
| 58 | Pierre Levegh        | Ecurie Rosier             | Talbot-Lago-Talbot | Talbot-Lago T26C        | Talbot T26C L6 4.5  | D    |
| 60 | Piero Taruffi        | SA Alfa Romeo             | Alfa Romeo         | Alfa Romeo 158          | Alfa Romeo 158 L8C  | P    |
| 62 | Franco Comotti       | Scuderia Milano           | Maserati           | Maserati Milano 4CLT-50 | Maserati 4CLT L4C   | P    |
| 64 | Henri Louveau        | Ecurie Rosier             | Talbot-Lago-Talbot | Talbot-Lago T26C-GS     | Talbot T26C L6 4.5  | D    |
| 66 | Franco Bordoni       | Enrico Platé              | Talbot-Lago-Talbot | Talbot-Lago 700         | Talbot T26C L6 4.5  | D    |

## Rezultati

### Kvalifikacije
| Poz | Št | Dirkač               | Konstruktor        | Čas       | Zaostanek |
| --- | -- | -------------------- | ------------------ | --------- | --------- |
| 1   | 18 | Juan Manuel Fangio   | Alfa Romeo         | 1:58,6    | -         |
| 2   | 16 | Alberto Ascari       | Ferrari            | 1:58,8    | + 0,2     |
| 3   | 10 | Nino Farina          | Alfa Romeo         | 2:00,2    | + 1,6     |
| 4   | 46 | Consalvo Sanesi      | Alfa Romeo         | 2:00,4    | + 1,8     |
| 5   | 36 | Luigi Fagioli        | Alfa Romeo         | 2:04,0    | + 5,4     |
| 6   | 48 | Dorino Serafini      | Ferrari            | 2:05,6    | + 7,0     |
| 7   | 60 | Piero Taruffi        | Alfa Romeo         | 2:05,8    | + 7,2     |
| 8   | 12 | Raymond Sommer       | Talbot-Lago-Talbot | 2:08,6    | + 10,0    |
| 9   | 4  | Franco Rol           | Maserati           | 2:10,0    | + 11,4    |
| 10  | 44 | Robert Manzon        | Simca-Gordini      | 2:12,4    | + 13,8    |
| 11  | 40 | Guy Mairesse         | Talbot-Lago-Talbot | 2:13,2    | + 14,6    |
| 12  | 42 | Maurice Trintignant  | Simca-Gordini      | 2:13,4    | + 14,8    |
| 13  | 58 | Louis Rosier         | Talbot-Lago-Talbot | 2:13,4    | + 14,8    |
| 14  | 64 | Henri Louveau        | Talbot-Lago-Talbot | 2:13,8    | + 15,2    |
| 15  | 30 | Princ Bira           | Maserati           | 2:14,0    | + 15,4    |
| 16  | 24 | Philippe Étancelin   | Talbot-Lago-Talbot | 2:14,4    | + 15,8    |
| 17  | 38 | Toulo de Graffenried | Maserati           | 2:14,4    | + 15,8    |
| 18  | 8  | Peter Whitehead      | Ferrari            | 2:16,2    | + 17,6    |
| 19  | 6  | Louis Chiron         | Maserati           | 2:17,2    | + 18,6    |
| 20  | 56 | Pierre Levegh        | Talbot-Lago-Talbot | 2:17,2    | + 18,6    |
| 21  | 32 | Cuth Harrison        | ERA                | 2:18,4    | + 19,8    |
| 22  | 2  | Johnny Claes         | Talbot-Lago-Talbot | 2:18,6    | + 20,0    |
| 23  | 52 | Felice Bonetto       | Milano             | 2:19,8    | + 21,2    |
| 24  | 50 | David Murray         | Maserati           | 2:22,0    | + 23,4    |
| 25  | 22 | Clemente Biondetti   | Ferrari-Jaguar     | 2:30,6    | + 32,0    |
| 26  | 62 | Franco Comotti       | Maserati           | 2:33,6    | + 35,0    |
| 27  | 28 | Paul Pietsch         | Maserati           | brez časa | -         |

### Štartna vrsta
| 1. vrsta | 1. poz.                   |                                  | 2. poz.                      |                           | 3. poz.                     |                            | 4. poz.                         |
|          | Fangio Alfa Romeo 1:51,2  |                                  | Ascari Ferrari 1:51,2        |                           | Farina Alfa Romeo 1:50,8    |                            | Sanesi Alfa Romeo 1:50,8        |
| 2. vrsta |                           | 5. poz.                          |                              | 6. poz.                   |                             | 7. poz.                    |                                 |
|          |                           | Fagioli Alfa Romeo 1:50,8        |                              | Serafini Ferrari 1:53,4   |                             | Taruffi Alfa Romeo 1:52,6  |                                 |
| 3. vrsta | 8. poz.                   |                                  | 9. poz.                      |                           | 10. poz.                    |                            | 11. poz.                        |
|          | Sommer Talbot-Lago 1:56,6 |                                  | Rol Maserati 1:56,6          |                           | Manzon Simca-Gordini 1:56,0 |                            | Mairesse Talbot-Lago 1:55,8     |
| 4. vrsta |                           | 12. poz.                         |                              | 13. poz.                  |                             | 14. poz.                   |                                 |
|          |                           | Trintignant Simca-Gordini 1:57,8 |                              | Rosier Talbot-Lago 1:57,4 |                             | Louveau Talbot-Lago 1:57,4 |                                 |
| 5. vrsta | 15. poz.                  |                                  | 16. poz.                     |                           | 17. poz.                    |                            | 18. poz.                        |
|          | Bira Maserati 2:05,6      |                                  | Étancelin Talbot-Lago 2:02,6 |                           | Graffenried Maserati 2:01,0 |                            | Whitehead Ferrari 1:58,4        |
| 6. vrsta |                           | 19. poz.                         |                              | 20. poz.                  |                             | 21. poz.                   |                                 |
|          |                           | Chiron Maserati 2:08,2           |                              | Levegh Talbot-Lago 2:07,0 |                             | Harrison ERA 2:06,2        |                                 |
| 7. vrsta | 22. poz.                  |                                  | 23. poz.                     |                           | 24. poz.                    |                            | 25. poz.                        |
|          | Claes Talbot-Lago 2:05,6  |                                  | Bonetto Maserati 2:02,6      |                           | Murray Maserati 2:01,0      |                            | Biondetti Ferrari-Jaguar 1:58,4 |
| 8. vrsta |                           | 26. poz.                         |                              | 27. poz.                  |                             |                            |                                 |
|          |                           | Comotti Maserati 2:08,2          |                              | Pietsch Maserati 2:07,0   |                             |                            |                                 |

### Dirka
| Poz | Št | Dirkač               | Konstruktor                        | Krogi | Čas/Odstop      | Št. m. | Toč |
| --- | -- | -------------------- | ---------------------------------- | ----- | --------------- | ------ | --- |
| 1   | 10 | Nino Farina          | Alfa Romeo                         | 80    | 2:51:17,4       | 3      | 8   |
| 2   | 48 | Dorino Serafini      | Ferrari                            | 80    | + 1:18,6        | 6      | 3   |
| 2   | 48 | Alberto Ascari       | Ferrari                            | 80    | + 1:18,6        | 6      | 3   |
| 3   | 36 | Luigi Fagioli        | Alfa Romeo                         | 80    | + 1:35,6        | 5      | 4   |
| 4   | 58 | Louis Rosier         | Talbot-Lago-Talbot                 | 75    | +5 krogov       | 13     | 3   |
| 5   | 24 | Philippe Etancelin   | Talbot-Lago-Talbot                 | 75    | +5 krogov       | 16     | 2   |
| 6   | 38 | Toulo de Graffenried | Maserati                           | 72    | +8 krogov       | 17     |     |
| 7   | 8  | Peter Whitehead      | Ferrari                            | 72    | +8 krogov       | 18     |     |
| Ods | 50 | David Murray         | Scuderia Ambrosiana-Maserati       | 56    | Menjalnik       | 24     |     |
| Ods | 32 | Cuth Harrison        | ERA                                | 51    | Hladilnik       | 21     |     |
| Ods | 12 | Raymond Sommer       | Talbot-Lago-Talbot                 | 48    | Menjalnik       | 8      |     |
| Ods | 40 | Guy Mairesse         | Talbot-Lago-Talbot                 | 42    | Črpalka za olje | 11     |     |
| Ods | 4  | Franco Rol           | Officine Alfieri Maserati-Maserati | 39    | Odstop          | 9      |     |
| Ods | 60 | Piero Taruffi        | Alfa Romeo                         | 34    | Motor           | 7      |     |
| Ods | 60 | Juan Manuel Fangio   | Alfa Romeo                         | 34    | Motor           | 7      |     |
| Ods | 56 | Pierre Levegh        | Talbot-Lago-Talbot                 | 29    | Menjalnik       | 20     |     |
| Ods | 18 | Juan Manuel Fangio   | Alfa Romeo                         | 23    | Menjalnik       | 1      | 1   |
| Ods | 2  | Johnny Claes         | Talbot-Lago-Talbot                 | 22    | Pregrevanje     | 22     |     |
| Ods | 16 | Alberto Ascari       | Ferrari                            | 21    | Motor           | 2      |     |
| Ods | 22 | Clemente Biondetti   | Ferrari-Jaguar                     | 17    | Motor           | 25     |     |
| Ods | 64 | Henri Louveau        | Talbot-Lago-Talbot                 | 16    | Zavore          | 16     |     |
| Ods | 62 | Franco Comotti       | Scuderia Milano-Maserati           | 15    | Odstop          | 26     |     |
| Ods | 42 | Maurice Trintignant  | Simca-Gordini                      | 13    | Črpalka za vodo | 12     |     |
| Ods | 6  | Louis Chiron         | Officine Alfieri Maserati-Maserati | 13    | Pritisk olja    | 19     |     |
| Ods | 46 | Consalvo Sanesi      | Alfa Romeo                         | 11    | Motor           | 4      |     |
| Ods | 44 | Robert Manzon        | Simca-Gordini                      | 7     | Prenos          | 10     |     |
| Ods | 30 | Princ Bira           | Maserati                           | 1     | Motor           | 15     |     |
| Ods | 28 | Paul Pietsch         | Maserati                           | 0     | Motor           | 27     |     |
| DNS | 52 | Felice Bonetto       | Scuderia Milano-Maserati           | 0     |                 | 23     |     |